# Конвіктолітав
Конвіктолітав (*д/н —після 51 до н. е.) — вергобрет (верховний суддя) галльського племені едуїв у 50-х роках до н. е. Учасник повстання проти римлян.

## Життєпис
Походив зі знатного едуйського роду. Про дату народження немає відомостей. У 52 році до н. е. Конвіктолітав виступив претендентом на вищу суддівську посаду — вергобрета, на яку претендував Кот, брат Валеціака — вергобрета 51 року до н. е.
Кожен вважав себе гідним цієї посади. У результаті взаємних амбіцій серед едуїв розпочався розгардіяш. Представники зборів племенів звернулися до Гая Юлія Цезаря щодо розв'язання питання. Останній скликав великі збори у містечку Декетія (сучасний Дедізе). Тут Цезар вирішив, що Конвіктолітава було обрано відповідно до едуйських правил і при головуванні друїдів, і тому влада повинна належати йому.
Втім того ж року римські війська зазнали низки невдач з повсталими галлами на чолі із Верцингеториксом. За цих обставин Конвіктолітав розпочав самостійну політику, зокрема укладає таємний союз з арвернами — головним ворогом римлян. Після чого азом з Літавікком залучає едуїв до великого галльського союзу, спрямованого на повалення римської влади.
Конвіктолітав наказав не надавати харчів, зброї або якоїсь підтримки римським залогам й інших загонам, зупиняти римських торговців, що рухалися едуйськими землями. Водночас відправив едуйське військо на чолі з Літавікком на підмогу основним силам в Алезії. Після поразки повстання й придушення інших бунтівних племен про діяльність Конвіктолітав немає жодних відомостей. Ймовірно у 51 році до н. е. його було повалено (можливо страчено).